# Fletcher Hale

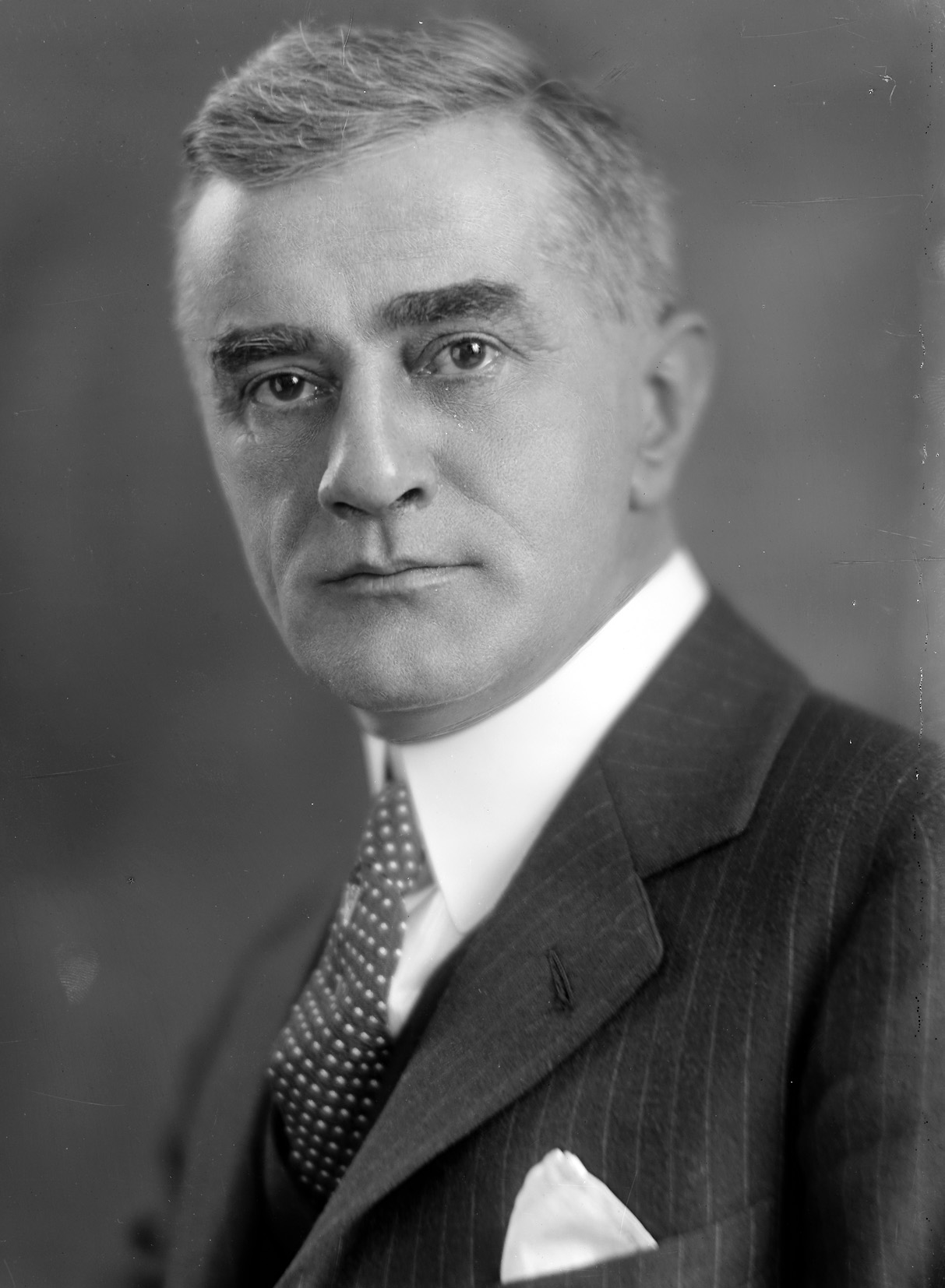
Fletcher Hale

Fletcher Hale (* 22. Januar 1883 in Portland, Maine; † 22. Oktober 1931 in New York City) war ein US-amerikanischer Politiker. Zwischen 1925 und 1931 vertrat er den Bundesstaat New Hampshire im US-Repräsentantenhaus.

## Werdegang
Fletcher Hale besuchte die öffentlichen Schulen seiner Heimat und studierte danach bis 1905 am Dartmouth College in Hanover. Nach einem anschließenden Jurastudium und seiner im Jahr 1908 erfolgten Zulassung als Rechtsanwalt begann er in Littleton (New Hampshire) in seinem neuen Beruf zu arbeiten. Im Jahr 1912 verlegte er seinen Wohnsitz und seine Kanzlei nach Laconia. Im Jahr 1915 war er juristischer Vertreter dieser Stadt. Zwischen 1915 und 1920 fungierte Hale als Bezirksstaatsanwalt im Belknap County.
Hale war Mitglied der Republikanischen Partei. Zwischen 1916 und 1925 saß er im Bildungsausschuss seines Staates, seit 1918 war er dessen Vorsitzender. Im Jahr 1918 war er Delegierter auf einer Versammlung zur Überarbeitung der Staatsverfassung von New Hampshire. Außerdem gehörte er in den Jahren 1920 bis 1925 der Steuerkommission seines Staates an. 1924 wurde Hale im ersten Distrikt von New Hampshire in das US-Repräsentantenhaus in Washington gewählt. Dort trat er am 4. März 1925 die Nachfolge des Demokraten William Nathaniel Rogers an, den er bei der Wahl geschlagen hatte. Nachdem er bei den folgenden Wahlen jeweils in seinem Mandat bestätigt wurde, konnte Hale bis zu seinem Tod am 22. Oktober 1931 im New Yorker Stadtteil Brooklyn im Kongress verbleiben. Bei der nach seinem Tod notwendig gewordenen Nachwahl siegte sein Amtsvorgänger William Rogers, der damit auch Hales Nachfolger wurde.